# Phreatoicus shephardi
Phreatoicus shephardi är en kräftdjursart som beskrevs av Sayce1900. Phreatoicus shephardi ingår i släktet Phreatoicus och familjen Phreatoicidae. Inga underarter finns listade i Catalogue of Life.